# سیارک ۳۰۱۹
سیارک ۳۰۱۹ (به انگلیسی: 3019 Kulin، نامگذاری:1940AC) سه هزار و نوزدهمین سیارک کشف شده‌است که در ۷ ژانویه ۱۹۴۰ کشف شد.
قدر مطلق سیارک برابر ۱۱٫۷۰ است.